# Tommy Smith (calciatore 1980)
Tommy Smith all'anagrafe Thomas William Smith (Hemel Hempstead, 22 maggio 1980) è un ex calciatore inglese.

## Carriera
Ha giocato 87 partite in Premier League.